# Arhe
Arhe (grč. arkhḗ, prvotno načelo, početak) označava prapočelo, ono od čega sve nastaje. Pojam koji se često spominje kod Miletske škole koja je htjela otkriti od čega je nastao svijet (Tales, Anaksimen i Anaksimandar). Anaksimen je smatrao da sve nastaje od zraka, Tales od vode, a Anaksimandar je govorio ja je počelo svijeta apeiron (nešto beskonačno i neizmjereno). Arhe predstavlja neki meta element, stvar, pratvar od koje sve nastaje i koja se sadržava u svemu.

## Etimologija
Riječ dijeli etimološku poveznicu s pojmom arhont koji se odnosi na najvišeg dužnosnika mnogih antičkih polisa (kao onaj koji je na čelu, prvi). Slična se veza može naći u riječima princ i princeps (lat. prvi).